# Minyriolus medusa
Minyriolus medusa là một loài nhện trong họ Linyphiidae.
Loài này thuộc chi Minyriolus. Minyriolus medusa được Eugène Simon miêu tả năm 1881.